# 擬大豆
擬大豆（学名：Calopogonium mucunoides），又名毛蔓豆，为豆科擬大豆屬下的一个种。

## 扩展阅读
- 維基物種上的相關：擬大豆